# 淺島誠
淺島誠（日语：／ Asashima Makoto，1944年9月6日—），日本生物學家，專長發育生物學。立陶宛國家科學院外籍院士。曾任東京大學教授及副校長（理事）、日本學術會議副會長，現任東京大學名譽教授、東京理科大學副校長。紫綬褒章表彰。文化功勞者。

## 生平
1944年9月6日，淺島誠誕生於日本新潟縣佐渡市，東京教育大學理學部畢業（1967年）。醫學博士（東京大學；1972年）。
淺島誠相當喜愛其實驗素材蠑螈，每年固定採集兩次，三十年間從未間斷。他最喜歡的一句話則是「passion（熱情超越熱情）」。
- 1972年4月　柏林自由大學分子生物研究所 研究員
- 1974年10月 - 横濱市立大學文理学部 助教授
- 1985年1月 - 横濱市立大學文理學部 教授
- 1993年4月 - 東京大學教養学部 教授
- 1995年4月 - 東京大學總長（校長）補佐
- 1996年4月 - 東京大學大學院 綜合文化研究科教授
- 2003年2月 - 東京大學大學院 綜合文化研究科長・教養學部長（2005年2月為止）
- 2007年3月 - 東京大學退休
- 2007年4月 - 國立大学法人東京大學理事（副校長）（2008年3月為止）
- 2007年6月 - 東京大學名譽教授

## 貢獻
淺島誠的研究興趣是生物的分子發育程序，以及生物各器官的形成。1988年創世界之先，發現胚胎發育的誘導物質「活化素」。藉由活化素的濃度高低，人類獲得控制胚胎的有力手段。這也成為山中伸彌研發iPS細胞的前提關鍵。
淺島的成就在生物學史、醫學史上都具有極大意義，他也因此長年名列諾貝爾獎的候選人。
2000年以降，淺島誠又透過胚胎幹細胞，陸續完成生物體外培育小腸、眼球、心臟的研究。

## 榮譽
- 1990年 - 日本動物學會獎[3]
- 1990年 - 井上學術獎（日语：井上学術賞）[4]
- 1994年 - Man of the Year 1991 (USA. ABI)
- 1994年 - 木原紀念財團學術獎（日语：木原記念財団学術賞）[5]
- Philipp Franz von Siebold-Preis（德國政府）
- 1998年 - 東麗科學技術獎
- 1999年 - 持田紀念醫學藥學學術獎
- 1999年 - 内藤紀念科學振興獎
- 2000年 - 有馬啟生物產業協會獎
- 2000年 - 上原獎（日语：上原賞）[6]
- 2001年 - 恩賜獎・日本学士院獎
- 紫綬褒章
- 比較腫瘍學常陸宮獎
- 2008年 - Erwin-Stein-Preises（德國）
- 2008年 - 文化功勞者[7]
- 2017年 - 立陶宛國家科學院外籍院士[8]

## 外部連結
- 東京大学最終講義 動物の発生の仕組みを探し続けて40年 - 東京大学オープンコースウェア (2010年6月28日閲覧)
- 東京大学大学院総合文化研究科 浅島研究室[永久] (2010年6月28日閲覧)
- 産業技術総合研究所幹細胞工学研究センター (2010年6月28日閲覧)